# 上島町有バス
上島町有バス（かみじまちょうゆうバス）は、愛媛県越智郡上島町が運行する自治体バスである。

## 概要
1999年に弓削町（当時）の町営バスが廃止されたのに伴い、福祉・教育を主な目的として運行を開始した。上島町の弓削島･佐島で運行されている。
2011年には生名橋が開通し生名島へ一部の路線が延伸になった他、生名線が新設された。

## 沿革
- 1964年 - 弓削町営バスの運行開始。
- 1972年 - ワンマン運行を開始。
- 1982年 - フリーバス制度を導入。
- 1999年 - 弓削町営バス廃止。町有バスの自主運行に切り替え。
- 2004年 - 弓削町・生名村・岩城村・魚島村の4町村が合併し、「上島町」が誕生。上島町が町有バスの運行を継承。
- 2011年 - 生名橋が開通し生名島へ一部の路線が延伸。生名線が新設。
- 2020年 - 弓削支線に予約制を導入。

## 路線

### 幹線
- 立石港務所 - 生名支所 - 生名港務所 - 佐島港務所 - 弓削大橋 - 弓削商船南門 - フェスパ - 弓削支所前 - 弓削港務所 - 弓削小学校 - 上弓削港 - 久司浦
  - 久司浦方面行･立石港務所行の2通りの路線がある。
  - 一部の便は経由地が異なる他、弓削支所前など止まりになる。

### 弓削線（江尻・鎌田方面行）
- 弓削港務所 - 弓削支所前 - 江尻 - 三ツ小島 - 鎌田 - 阿土 - 弓削支所前 - 弓削港務所 
  - 2便は阿土、鎌田、三ツ小島、江尻の順に経由する。
  - 日曜日･祝祭日･年始は運休。

### 弓削線（弓削大谷・弓削狩尾方面行）
- 弓削港務所 - 弓削支所前 - 大谷 - 上狩尾 - 下狩尾 - 弓削支所前 - 弓削港務所
  - 2便は下狩尾、上狩尾、大谷の順に経由する。
  - 日曜日･祝祭日･年始は運休。

### 生名線（北回り）
- 立石港務所 - 保健センター - 西浦住宅 - 西浦集会所 - 恵生団地 - 生名支所 - 泉 - 立石港務所
  - 日曜日、祝祭日、年末・年始は運休。

### 生名線（南回り）
- 立石港務所 - 泉 - 生名支所 - 生名港務所 - 稲浦 - スポレク公園 - 恵生団地 - 生名支所 - 泉 - 立石港務所
  - 日曜日、祝祭日、年末・年始は運休。

## 車両
- 日野・ポンチョ
  - オレンジ色の塗装に「かみじま」という文字が車体に描かれている。
- 日野・レインボー